# El Barrancón del Tío Blas
El Barrancón del Tío Blas är en ort i Mexiko.   Den ligger i kommunen San Fernando och delstaten Tamaulipas, i den östra delen av landet, 600 km norr om huvudstaden Mexico City. El Barrancón del Tío Blas ligger 6 meter över havet och antalet invånare är 1 050.
Terrängen runt El Barrancón del Tío Blas är mycket platt. Havet är nära El Barrancón del Tío Blas österut.  Det finns inga andra samhällen i närheten. 